# Fiord de Trondheim

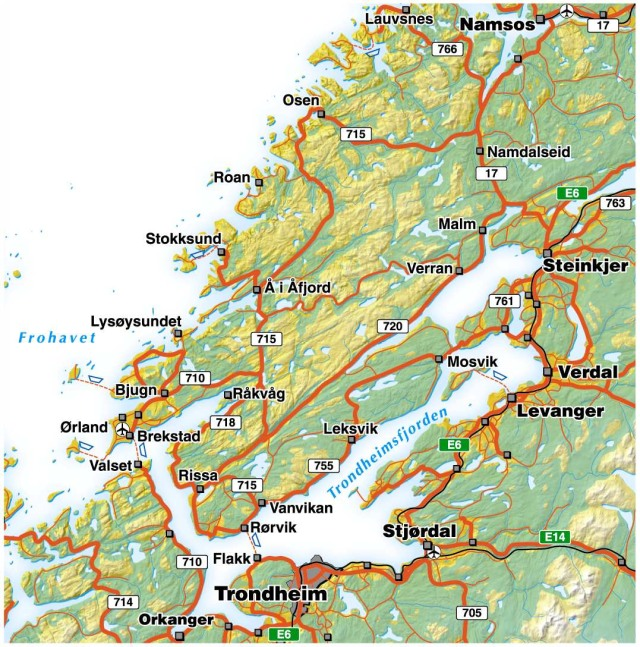
Mapa de la regió del fiord

El fiord de Trondheim (en noruec, Trondheimsfjorden pronunciat[ˈtrɔnhæjmsˈfjuːrən]) és un braç de mar del mar de Noruega situat a la costa centre-occidental del país. El fiord s'estén entre els comtats de Sør-Trøndelag i Nord-Trøndelag. La seva llargària és de 130 quilòmetres i és el tercer fiord més llarg de Noruega.

## Geografia
El fiord de Trondheim comença al municipi d'Ørland, a l'oest, fins cap a Trondheim, al sud-est, i d'aquí recula al nord-est fins a finalitzar a la ciutat de Steinkjer. Un dels llocs més estrets del fiord, l'estret Skarnsund, és travessat per un pont del mateix nom. El nord del fiord és més conegut com a Beitstadfjorden. El fiord arriba a una profunditat màxima de 617 m, que obté a Agdenes. El fiord té un gran nombre d'illes, de les quals les més grans són la Ytterøy i la Tautra. La petita illa de Munkholmen és coneguda perquè està a prop del port de Trondheim. A l'entrada del fiord hi ha diverses illes de diferents mides.
La ciutat principal situada en aquest fiord és Trondheim (d'aquí ve el nom del fiord), que té 170.936 habitants (2010). Altres ciutats destacades són Stjørdal (20.616 hab.), Levanger (18.355 hab.), Steinkjer (20.672 hab.) i Verdal (14.210 hab.), situades a la riba est i nord-est del fiord. La petita vila de Rissa (6384 hab) se situa a l'entrada del fiord.
La major part d'aquest fiord no es glaça mai, en excepció de l'estret de Verrasundet, un llarg i estret braç del fiord que sol quedar glaçat gran part de l'hivern. L'estret de Beitstadfjorden també pot glaçar-se a l'hivern, tot i que només un parell de setmanes.

## Moviment econòmic
L'assentament petrolífer d'Aker Verdal, a Verdal, produeix grans plataformes petrolieres per al sector del petroli. Un drassana de Rissa completà el luxós creuer residencial The World. A la península de Fiborgtangen, a la costa oriental del fiord, hi ha una gran fàbrica de paper propietat de Norske Skog.

## Biologia
El fiord de Trondheim té una gran riquesa quant a espècies. Almenys noranta espècies diferents de peixos han estat observades tan al nord com al sud. El fiord té la millor producció biològica entre els fiords noruecs. Darrerament, a molta profunditat, foren descoberts corals (Lophelia pertusa), relativament a prop de Trondheim. Quant a la pesca, gran parts dels millors rius de salmons de Noruega desemboquen en aquest fiord.
Les terres baixes de l'est i del sud del fiord representen una de les millors àrees agrícoles de Noruega. L'accidentada i muntanyosa península de Fosen, situada a l'oest i nord-oest, proporciona refugi dels forts vent a les àrees costaneres.

## Història
Aquest fiord fou un ruta navegable molt important en època viking, i encara avui continua sent-ho. L'any 1888, un devessall submarí de fang causà un tsunami que malauradament matà una persona a Trondheim i el trencament de tres línies de ferrocarril.

## Nom
El fiord porta el nom de la ciutat de Trondheim, tot i que originàriament tan sols podia haver estat simplement * Þrónd o * Þróund en nòrdic antic, mot que estaria relacionat amb el verb þróast que significa "prosperar" o "florir".

## Galeria d'imatges

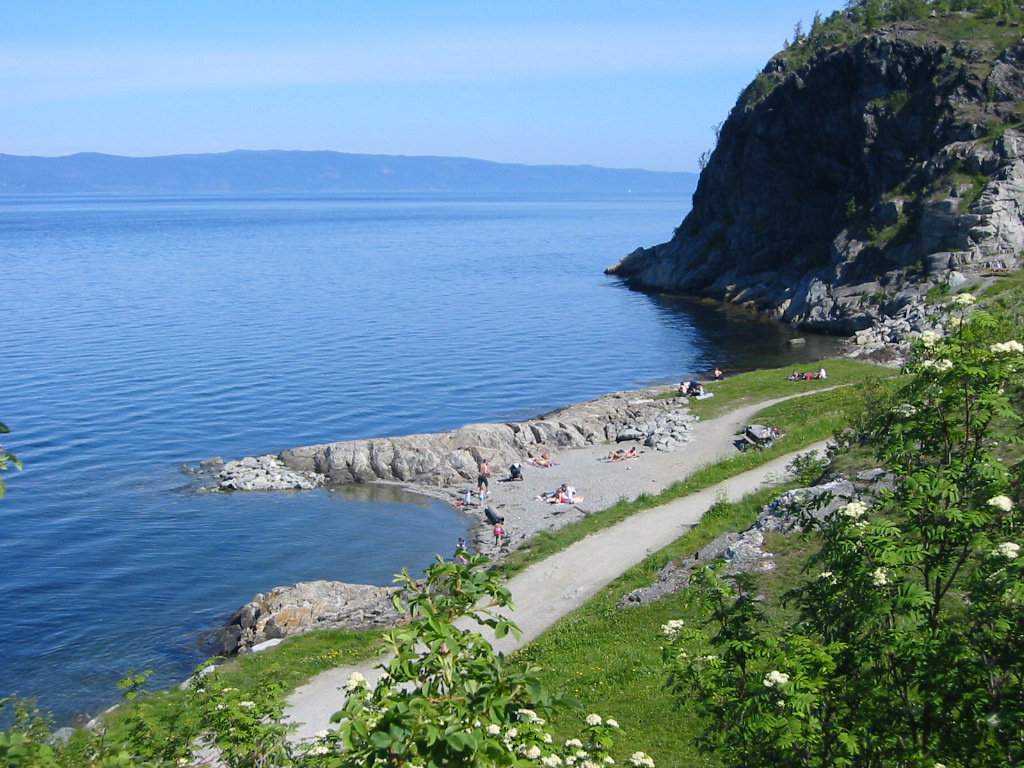
La part més àmplia del fiord, a l'est de Trondheim.
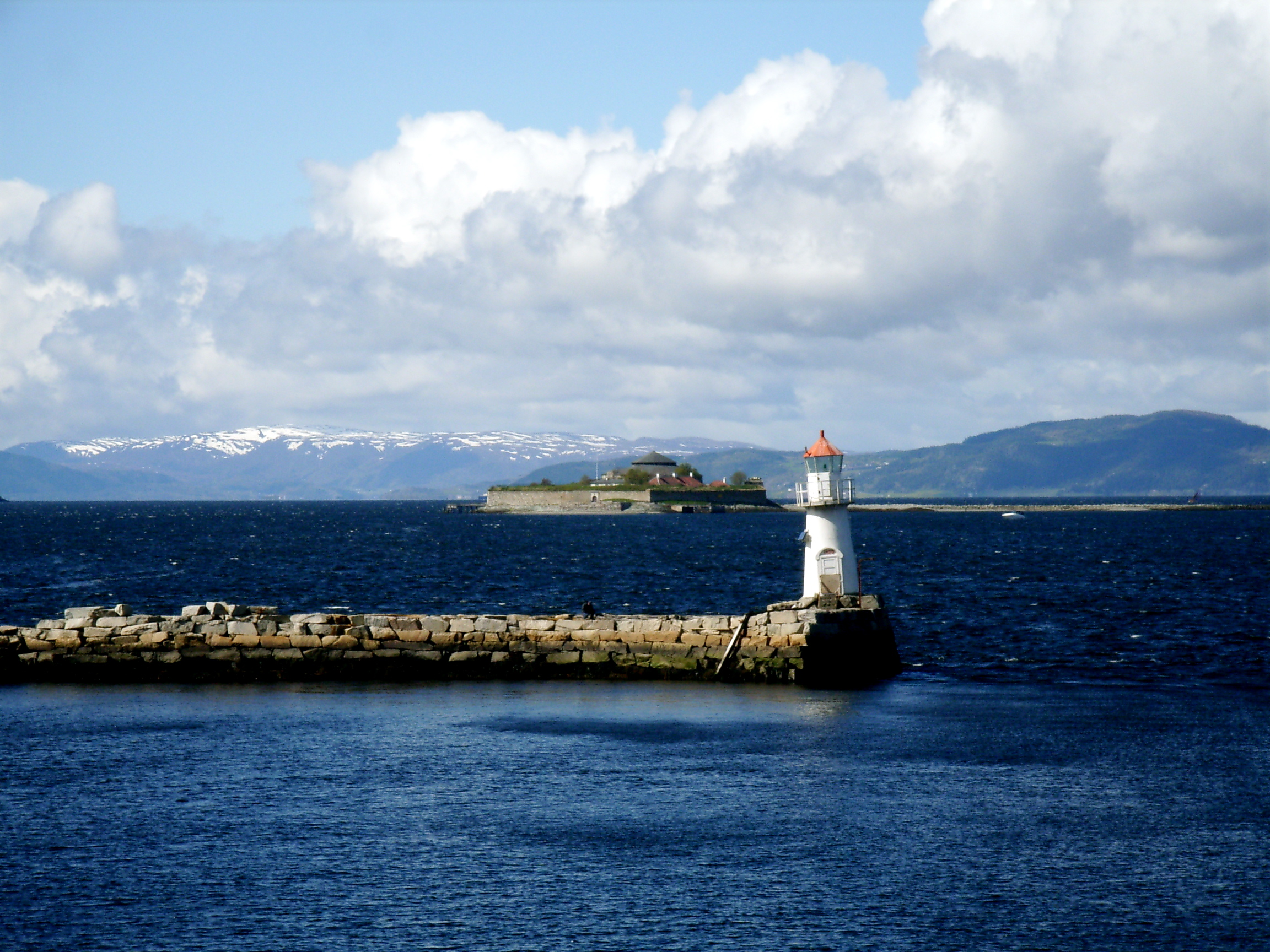
Far i illa de Munkholmen, al fiord de Trondheim.